# The Strokes
The Strokes — американская рок-группа, образованная в 1998 году в Нью-Йорке. Музыка коллектива относится к направлениям: гаражный рок, постпанк-ривайвл, инди-рок. Дебютный альбом группы Is This It был признан ключевым в истории инди-рока, став предтечей для сформировавшейся британской инди-сцены в начале 2000-х годов, в частности, влияние группы признавали The Libertines, Franz Ferdinand, The Killers и Arctic Monkeys.

## История
Большинство участников группы, так или иначе, были связаны с вокалистом и автором песен Джулианом Касабланкасом. Басист Николай Фрайтур и Касабланкас познакомились ещё в далёком детстве. Гитарист Ник Валенси и барабанщик Фабрицио Моретти начали играть вместе, когда учились в школе. Несколько позже Касабланкас уехал учиться в Институт Ле Росси в Швейцарию, так как у него были проблемы с поведением и пристрастием к спиртному в юности, из-за чего у Джулиана дела в школе шли неважно. В Ле Росси Касабланкас познакомился с Альбертом Хэммондом Младшим, скорее всего, из-за того, что они оба были американцами. Особенно близкими друзьями они не были, потому что Хэммонд оказался младше Касабланкаса на 2 года. Через несколько лет они снова встретились в Нью-Йорке и тогда они официально окрестили себя «The Strokes» (до этого, правда, сменив ещё несколько названий, таких как «De Niros», «The Motels»). Их популярность в Нью-Йорке постепенно росла. На одном из концертов их заметил Райан Джентлз. Он был так поражен их творчеством, что бросил свою работу для того, чтобы стать их менеджером.
Коллектив начал репетировать, продолжая оставаться на своих работах (Касабланкас работал барменом, а Хэммонд подрабатывал в видеолавке). У них уже был список из нескольких песен, в который вошли: «Last Nite», «The Modern Age», «This Life» (ранняя версия песни «Trying Your Luck»), «New York City Cops», «Soma», «Someday» и другие. Сейчас слова некоторых этих песен изменены по сравнению с первыми вариантами. Песни «Sagganuts», «In Her Prime», «Rhythm Song», «A Minor 4-4,» «Elephant Song», и ещё три с неизвестными названиями были исключены из репертуара Строукс. «Rhythm Song», «In Her Prime» и «This Life» можно услышать на раннем сингле.
Гордон Рафаэль, не очень известный рок-продюсер нью-йоркской андеграунд-сцены, попал как-то на концерт «The Strokes». Правда, через несколько лет он всё же признался, что шёл на концерт совсем другой группы. Рафаэль дал номер телефона Хэммонду, сказав, что с удовольствием сделал бы им демозапись.
Сингл «The Modern Age» был выпущен в 2001 году и содержал в себе песни: «Last Nite», «Barely Legal» и «The Modern Age», которые немного отличались от их версий с альбома. Сингл разжёг настоящую войну среди рекорд-лейблов.
В 2001 выходит альбом «Is This It», в 2006 — после альбома «Room On Fire» выходит третий, «First Impressions Of Earth». «The Strokes» совершают тур в его поддержку, в том числе сыграв один концерт в Москве (один из последних концертов в ДК Горбунова).
22 марта 2011 года группа выпустила альбом под названием «Angles».
В 2013 году вышел альбом с названием «Comedown Machine».
10 апреля 2020 года был выпущен альбом под названием «The New Abnormal», за который на прошедшей 14 марта 2021 года 63-й ежегодной церемонии вручения наград «Грэмми» группа была удостоена премии «Грэмми» в категории «Лучший рок-альбом».

## Интересное
- «Observer Music Monthly», ежемесячное приложение к британской газете «The Guardian», опубликовало список лучших альбомов первого десятилетия XXI века. Альбом «Is This It», занял в этом списке четвёртое место[3]. Этот же альбом занял второе место в аналогичном списке журнала «Rolling Stone»[4], а в аналогичном рейтинге журнала «New Musical Express» — первое место[5].
- Первые минуты фильма «Трансформеры» мы можем видеть главного героя, которого играет Шайа ЛаБаф, в футболке с логотипом группы «The Strokes».
- Песни «The Strokes» нередко появляются в футбольных симуляторах. «New York City Cops» звучала в PES 2011, а «Machu Picchu» можно услышать в FIFA 12.

## Дискография
Альбомы
- Is This It (2001)
- Room on Fire (2003)
- First Impressions of Earth (2006)
- Angles (2011)
- Comedown Machine (2013)
- The New Abnormal (2020)[6]

Мини-альбомы
- The Modern Age (2001)
- Future Present Past (2016)